# Hydropsyche vespertina
Hydropsyche vespertina är en nattsländeart som beskrevs av Oliver S. Flint Jr. 1967. Hydropsyche vespertina ingår i släktet Hydropsyche och familjen ryssjenattsländor. Inga underarter finns listade i Catalogue of Life.